# James Ivory (matematician)
James Ivory (n. 17 februarie 1765, Dundee, Regatul Marii Britanii – d. 21 septembrie 1842, Londra, Regatul Unit al Marii Britanii și Irlandei) a fost un matematician britanic. A fost creatorul teoremei lui Ivory. 

## Viața
Ivory s-a născut în Dundee, fiind fiul lui James Ivory, un renumit ceasornicar. Familia locuia și lucra pe High Street din Dundee.
A fost educat la Dundee Grammar School. În 1779 a intrat la Universitatea din St Andrews, distingându-se mai ales în matematică. A studiat apoi teologia; dar, după două cursuri la St. Andrews și unul la Universitatea Edinburgh, a abandonat orice idee despre biserică, în 1786 devenind profesor asistent de matematică și filozofie naturală la nou-înființata Academie Dundee. Trei ani mai târziu a devenit partener și manager al unei companii de filare a inului la Douglastown, în Forfarshire, urmănd încă în momente de relaxare studiile preferate. El a fost în esență un matematician auto-instruit, versat profund în geometria antică și modernă și având o cunoaștere completă a metodelor și descoperirilor analitice ale matematicienilor continentali. 
O primă lucare, care se ocupă de o expresie analitică pentru rectificarea elipsei, este publicată în „Transactions of the Royal Society of Edinburgh” (1796); acesta și lucrările sale ulterioare despre ecuații cubice (1799) și problema Kepler (1802) evidențiază ușurința în tratarea formulelor algebice. În 1804, după dizolvarea companiei de filare a inului din care era manager, a obținut unul dintre catedrele de matematică a Colegiului Militar Regal, Great Marlow  (apoi a fost relocat la Sandhurst); până în anul 1816, când starea de sănătate l-a obligat să demisioneze, și-a îndeplinit îndatoririle profesionale cu un succes remarcabil. 
În această perioadă a publicat în Philosophical Transactions mai multe lucrări importante, care i-au adus Medalia Copley în 1814 și alegerea ca membru al Royal Society în 1815. O importanță deosebită o are o primă lucrare (Phil. Trans., 1809), cunoscută sub numele de teorema lui Ivory. De asemenea, a publicat ca anonim o ediție a Elementelor lui Euclid, care a fost descrisă ca a adus problemele dificile „mai la îndemâna înțelegerilor obișnuite”. Lucrările sale ulterioare din Philosophical Transactions tratează refracțiile astronomice, perturbările planetare, echilibrul maselor fluide etc. Pentru investigațiile sale  a primit o medalie regală în 1826 și o alta în 1839. 
În 1831, la recomandarea Lordului Brougham, regele William IV i-a acordat o pensie de 300 de lire sterline pe an și l-a numit Cavaler al Ordinului Regal Guelphic, dar nu a fost avansat. Pe lângă faptul că a fost direct conectat cu principalele societăți științifice din propria țară, Royal Society of Edinburgh, Royal Irish Academy etc., a fost membru corespondent al Academiei Regale de Științe atât din Paris, cât și din Berlin și al Societății Regale din Göttingen. 
În 1839, Universitatea St. Andrews i-a conferit un titlu onorific de doctor în drept (LLD).
A murit la Hampstead, în nordul Londrei, la 21 septembrie 1842.